# Gerardo Fisher
Gerardo Fisher fue un marino irlandés que integró la Armada Argentina durante la guerra del Brasil. 

## Biografía
Gerardo Fisher nació en Dunlavin, condado de Wicklow, Irlanda en 1806, hijo de Gerardo Fisher y Sara Fisher.
Llegó al país durante la presidencia de Bernardino Rivadavia. En 1826 al iniciarse la guerra del Brasil, se le extendieron despachos de teniente de ejército al servicio de la marina.
Incorporado a la Armada republicana al mando de Guillermo Brown en operaciones contra el Imperio del Brasil fue destinado a la fragata 25 de Mayo con la que asistió al ataque a la Colonia del Sacramento (26 de febrero de 1826), al ataque a la fragata Emperatriz (27 y 28 de abril), al combate de Los Pozos (11 de junio) y al combate de Quilmes (29 y 30 de julio) entre otras acciones de ese año.
Comandó en 1828 la goleta Gobernador Dorrego armada en corso y pasó luego a la goleta Unión.
Con el bergantín 8 de febrero al mando de Tomás Espora tomó parte en el combate de los Bajíos de Arregui (29 y 30 de mayo de 1828) cerca de la desembocadura del río San Clemente donde los dos buques argentinos lucharon contra diez brasileros.
Ascendido a teniente en ese mismo año fue segundo comandante de la goleta goleta Maldonado.
En 1829 por orden del coronel Antonio Toll efectuó una leva entre los buques de cabotaje para completar la tripulación del bergantín General Rondeau con el objeto de realizar un viaje a Bahía Blanca y Carmen de Patagones con deportados por razones políticas.En este mismo año el 30 de junio tuvo a su Hijo Gerardo Casto Fisher.
Poco tiempo después Fisher fue dado de baja, y el 11 de febrero de 1831 matriculó la goleta de su propiedad Fortuna.
Visitó su tierra natal acompañado de su esposa Dominga Clara Chiclana Álvarez, hija de Sebastián Chiclana Jiménez de Paz y Gregoria Isabel Álvarez, sobrina de Feliciano Antonio Chiclana. Allí nació en 1834 su hija Sara Fisher Chiclana.
En 1840 se incorporó a la escuadra organizada por Brown e iniciada la Campaña naval de 1841 (Guerra Grande) fue promovido a capitán, revistando en el bergantín goleta General San Martín.
Participó de la victoria de 24 de mayo de 1841 frente a Montevideo sobre la escuadra riverista al mando de John Halstead Coe.
Al recibir noticias de que la goleta enemiga Luisa y la cañonera Porteña descendían por el río Paraná, Brown envió en su búsqueda al San Martín y al 9 de julio. Al anochecer del 19 de julio Fisher alcanzó a la Luisa pero fracasó en su abordaje al ser la nave tres veces mayor que la propia.
Asistió al Combate de Santa Lucía (3 de agosto de 1841). Para entonces estaba gravemente enfermo y sin recursos para sostener su numerosa familia, lo que movió a Brown a escribir a Álvaro José de Alzogaray el 26 de octubre pidiendo intercediera por él ante Juan Manuel de Rosas. Le agregaba que "fue uno de mis mejores capitanes en la guerra con el Brasil".
Falleció en Buenos Aires el 8 de septiembre de 1842.